# 바이올라 대학교
바이올라 대학교(Biola University)는 미국 캘리포니아주 라미라다에 위치한 사립 복음주의 대학교이다. 1908년에 로스앤젤레스의 바이블 인스티튜트(Bible Institute)라는 교명으로 설립되었다. 9개 학교에서 150개가 넘는 프로그램을 학석박사 학위를 대상으로 제공한다. 이 대학교는 지적 설계 개발에 지대한 역할을 하였다.